# Максимець Микола Миколайович
Мико́ла Микола́йович Максиме́ць (*15 листопада 1952, м. Гомель, Білоруська РСР, СРСР) — український журналіст, письменник, літератор, публіцист і літературний редактор; член Національної спілки журналістів України. Головний редактор ВД «Букрек» (станом на кінець весни 2020 року). Живе й працює в Чернівцях. 

## З життєпису
Народився 15 листопада 1952 року в місті Гомелі (Білорусь).
Дитинство і юнацькі роки провів у селі Старі Боровичі (тепер Сновського району Чернігівської області). Навчався в місцевій 8-річній та Новоборовицькій середній школах.
Після служби в Радянській Армії вступив до факультету журналістики Київського національного університету ім. Т. Г. Шевченка, який закінчив у 1978 році. 
Працював у періодичних виданнях: «Промінь» (Сновськ), газетах «Радянська Буковина» (Чернівці), «Деснянська правда» (Чернігів), також редагував чернівецьку обласну газету «Молодий буковинець» (1983-86).
Від 2000-х очолював видавництво «Ратуша», з середини десятиліття — у ВД «Букрек», також заступник головного редактора західноукраїнського тижневика «Ва-Банк» (всі — Чернівці). 
Починаючи від 2010-х і понині Микола Максимець — частий гість літературних вечорів, зустрічей земляків та інших культурних заходів і акцій, зокрема, у Києві, Чернівцях, Чернігові та на Чернігівщині, на яких неодмінно дарує і підписує книги власного авторства, презентує видання ВД «Букрек».

## Творчість
М. М. Максимець — автор повісті, оповідань і публіцистичних есеїв, багато в чому автобографічних, реалістичних  і ліричних водночас. У своїх творах літератор звертається до спогадів про село і околиці на Сновщині, де провів дитячі і молоді роки; описує природу і людей Придесенного краю, якими бачив і знав їх у 1960-ті.
Бібліографія
- На сторожі білого птаха : оповідання, нариси, публіцистичні розвідки[3] / М. М. Максимець. – Чернівці : Букрек, 2015. – 504 с. : іл. ISBN 978-966-399-660-8;
- Таємниця гори діда Лева. Повість[4] / М. М. Максимець. – Чернівці : Букрек, 2018. (вид. 2-е). – 288 с. : іл. ISBN 978-966-399-946-3 .

Автор активно друкується в місцевій та всеукраїнській пресі.
Як літературний редактор здійснив редакцію понад 100 книг вітчизняних і зарубіжних авторів.

## Визнання
Микола Миколайович Максимець нагороджений низкою премій і відзнак:
- Премія імені Миколи Гоголя (2013);
- Премія імені Пантелеймона Куліша (2014);
- Літературна премія імені Леоніда Глібова;
- Медаль «Олександра Довженка» (2020).

## Особисте життя

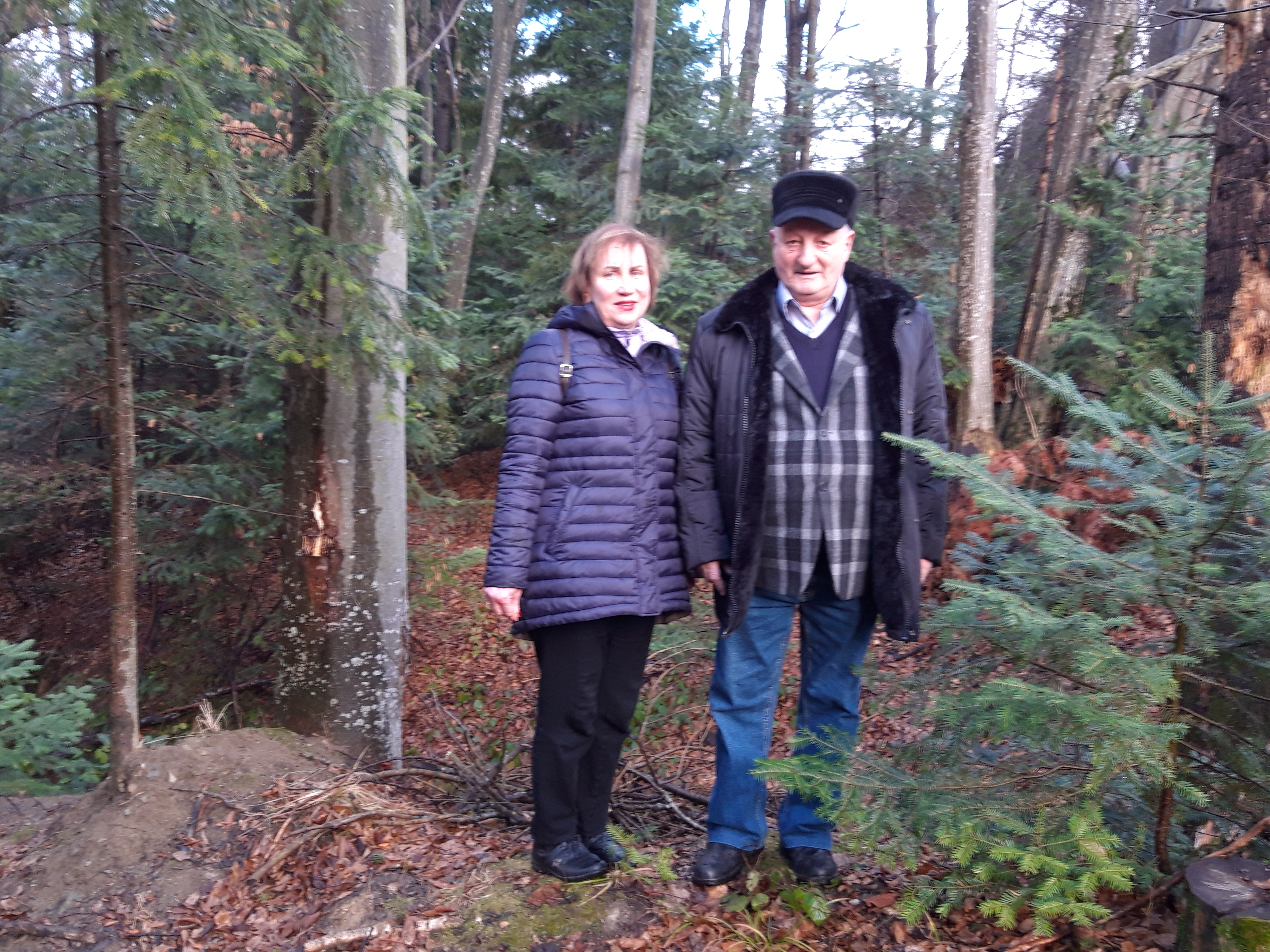
Подружжя Максимців у Миговому, лютий 2020

Дружина — Д. С. Максимець, журналістка, підприємиця, власниця ВД «Букрек».
Двоє дорослих синів — Сергій і Олександр.